# Arctoconopa quadrivittata
Arctoconopa quadrivittata là một loài ruồi trong họ Limoniidae. Chúng phân bố ở miền Cổ bắc.